# I tre del Colorado
I tre del Colorado è un film del 1965 diretto da Amando de Ossorio.
Pellicola western di produzione spagnolo-italiana.

## Trama
I cacciatori di pellicce del fiume Hudson si ribellano ai loro padroni inglesi. Victor DeFrois, dopo essersi unito ai ribelli, sequestra Ann come sua proprietà mentre i ribelli tentano di interrompere e ottenere il controllo degli affari dell'azienda.